# Medyczny zamach stanu
Medyczny zamach stanu (fr. Le coup d'État médical) – określenie używane na przeprowadzone w nocy z 6 na 7 listopada 1987 r. bezkrwawe odsunięcie starzejącego się prezydenta Tunezji Habiba Burgiby i zastąpienie go na stanowisku prezydenta przez niedawno mianowanego premiera Zajna al-Abidina ibn Alego. 

## Historia
W tygodniach poprzedzających zamach, prezydent Tunezji Habib Burgiba wykazywał pogorszenie funkcji intelektualnych, ambitendencję czy domagał się wykonania wyroków śmierci na więźniach, wobec których nie przeprowadzono jeszcze procesów sądowych. Wówczas wielu tunezyjskich przywódców politycznych, w tym wieloletni zwolennicy Burgiby, zaczęło obawiać się, że prezydent nie działa już ani nie myśli racjonalnie.
W związku z tym premier Zajn al-Abidin ibn Ali, na podstawie art. 57 konstytucji, zdecydował o odsunięciu go od władzy. Działanie to oficjalnie uzasadniono złym stanem zdrowia Burgiby, poświadczonym przez komisję składającą się z 7 lekarzy. 
W planowanie tego zamachu zaangażowane były włoskie służby wywiadowcze.